# Cross Lake (Charlie Sinclair Memorial) Airport
Cross Lake (Charlie Sinclair Memorial) Airport är en flygplats i Kanada.   Den ligger i provinsen Manitoba, i den sydöstra delen av landet, 1 900 km nordväst om huvudstaden Ottawa. Cross Lake (Charlie Sinclair Memorial) Airport ligger 213 meter över havet.